# Вінецешть
Вінецешть, Вінецешті (рум. Vinețești) — село у повіті Васлуй в Румунії. Входить до складу комуни Олтенешть.
Село розташоване на відстані 281 км на північний схід від Бухареста, 13 км на схід від Васлуя, 63 км на південь від Ясс, 134 км на північ від Галаца.

## Населення
За даними перепису населення 2002 року у селі проживали 815 осіб, усі — румуни. Усі жителі села рідною мовою назвали румунську.